# Ingunn Thomassen Berg
Ingunn Thomassen Berg est une ancienne handballeuse internationale norvégienne.
Avec l'équipe de Norvège, elle participe notamment au Championnat du monde 1982.